# 片山恭一
片山 恭一（かたやま きょういち、1959年1月5日 - ）は、日本の男性小説家。

## 人物・来歴
愛媛県宇和島市生まれ、福岡県福岡市在住。愛媛県立宇和島東高等学校、九州大学農学部農政経済学科卒業。同大学院農学研究科修士課程を経て、博士課程を退学。父は宇和島市役所の職員で観光課の仕事が長かった。多趣味の父に連れられ休日は山歩きや魚釣りなど自然の中で遊ぶ少年時代を送る。高校2年の時に脳腫瘍の疑いで倒れたことがあり、この頃触れた『万葉集』の解説書が文学を目指した原点だという。
髙樹のぶ子も所属していた福岡の文芸同人誌『らむぷ』で活動。大学院在学中の1986年、『気配』で文学界新人賞を受賞してデビュー。しかしその後1995年の『きみの知らないところで世界は動く』まで作品が単行本化されない不遇の時期を過ごし
、長い間、妻にも家計を支えてもらいながら作家活動を続けていた。
40代の頃、故郷の宇和島市を舞台にした『世界の中心で、愛をさけぶ』が2001年4月に出版され、発行部数が国内単行本最多記録の306万部となったことで不遇の時代を抜け出す。
『世界の中心で、愛を叫ぶ』は映画版が社会現象化し、その相乗効果で原作の発行部数ももどんどん重版を重ねながらドラマ化、マンガ化、舞台化と多くの人々に広まっていった。当初は自分の想像をはるかに超える反響の大きさに、「小説作品が評価されたのではなく、ブームだから売れている」と気持ちはささくれ立ち、「早く(ブームが）終わってほしい」とさえ当時は思っていたという。青春恋愛小説と自身から銘打って出版した一方で、読者から「恋愛」ばかり注目されたことも本意ではなかった。環境は激変し、自身の銀行口座には見たこともない億単位のお金が振り込まれ、銀行の支店長からは資産運用をすすめられ、親しくも無い人から借金を頼まれたり、ネット上では「(主人公と女性との関係性が)実話に基づく」「モデルは誰だ？」といった投稿がされ、当時は夫婦間にも軋轢が生まれることもあった。こうしたことがストレスとなったのか医師からは命に関わると言われるほど肝機能が異常値を示し約２か月間入院し、不眠にも悩まされ、うつ病になるほど不安定な状態が１年ほど続いた。しかし、そんな中でも若い読者から「世界は美しいんだなと思えました」といった内容の手紙が多く届いたことが一番嬉しかったと片山はのちに語っている。その後も数多くの小説やエッセイなどの著作を精力的に発表しており、『世界の中心で、愛を叫ぶ』発表から約20年の間に評価された作品がないことから自身の友人に「なぜ自身の本が売れないのか」と愚痴る事がある一方で、片山自身は「(過去に『世界の中心で、愛を叫ぶ』が広く読まれたことで)経済的に余裕ができたからこそ、この２０年間、自分が書きたいことを自由に書いてこられた。良い作品を世に出すことがその恩返しになる」とかつてのヒットを達観している。2023年時点では、午前中の４時間を執筆活動に充て、午後からは近所の子供と五段の腕前の剣道で汗を流したり、妻と散歩に出かけたりする生活を送っている。
2012年1月25日発売の大石昌良のアルバム『31マイスクリーム』では、片山自身初の作詞を手がけた。

## 著作
- 『きみの知らないところで世界は動く』（新潮社、1995年、ポプラ社、2003年）のち小学館文庫
- 『ジョン・レノンを信じるな』（角川書店、1997年）のち小学館文庫
- 『DNAに負けない心』（エッセイ）（新潮Oh！文庫、2000年。改題『考える元気』光文社文庫、2004年）
- 『世界の中心で、愛をさけぶ』（小学館、2001年）のち文庫
- 『満月の夜、モビイ・ディックが』（小学館、2002年）のち文庫
- 『空のレンズ』（ポプラ社、2003年）のち講談社文庫
- 『もしも私が、そこにいるならば』（小学館、2003年）のち文庫
- 『雨の日のイルカたちは』（文藝春秋、2004年）のち文庫
- 『最後に咲く花』（小学館、2005年）のち文庫
- 『船泊まりまで』（小学館、2006年）のち文庫
- 『壊れた光、雲の影』（文藝春秋、2007年）
- 『遠ざかる家』（小学館、2008年）のち文庫
- 『宇宙を孕む風』（光文社、2008年）
- 『静けさを残して鳥たちは』（文藝春秋、2010年）
- 『どこへ向かって死ぬか 森有正と生きまどう私たち』（日本放送出版協会、2010年）のち小学館文庫
- 『愛について、なお語るべきこと』（小学館、2012年）のち文庫
- 『死を見つめ、生をひらく』（NHK出版新書、2013年）
- 『その鳥は聖夜の前に』（文芸社、2013年）
- 『生きることの発明』（小学館文庫、2014年）
- 『新しい鳥たち』（光文社、2016年）
- 『なにもないことが多すぎる』（小学館、2016年）
- 『世界の中心でAIをさけぶ』（新潮新書、2019年7月）
- 『世界が僕らを嫌っても』（河出書房新社、2019年11月）
- 『霧のなかのバーバラ 学習しょうがいを克服した女性の物語』（文芸社、2021年11月）

### 共著
- 『そうだ、高野山がある。』小平尚典写真（バジリコ、2015年）。紀行
- 『あの日ジョブズは』小平尚典写真（ワック、2021年8月）

## 関連書籍
- 片山玲子『「皮てんぷら」から『世界の中心で、愛をさけぶ』まで』（文芸社、2009年）（母のエッセイ集）

## 翻訳
- 世界の中心で、愛を叫ぶ
  - Socrates in love / Akemi Wegmuller訳 VIZ Media, c2001.
  - Gridare amore dal centro del mondo  Salani Editore, c2005.（イタリア語）
  - Un cri d'amour au centre du monde /Vincent Brochard.. Presses de la Cite, c2006.（フランス語）
  - Das Gewicht des Glücks / Thomas Eggenberg..  Goldmann, 2007..（ドイツ語）
  - Droomeiland / C.M. Steegers-Groeneveld Stichting Uitgeverij XL, 2007.（オランダ語）
  - Un grito de amor desde el centro del mundo / Lourdes Porta.. Alfaguara, c2008.（スペイン語）
  - Come sabbia e il mio amore / Lidia Origlia Salani, c2010.（イタリア語）

## 作詞
- 海を見ていた ぼくは（大石昌良「31マイスクリーム」収録）

## 連載コラム
- 「作家・片山恭一が考える デザインのチカラ」『日刊工業新聞』ウィークエンド面

## 文献情報
- 「インタビューシリーズ九大人 作家 片山恭一」Kyushu University Campus Magazine 2009.4.28